# Agyrta collaris
Agyrta collaris là một loài bướm đêm thuộc phân họ Arctiinae, họ Erebidae.